# U 164 (U-Boot, 1941)
U 164 war ein deutsches U-Boot vom Typ IX C, das im Zweiten Weltkrieg von der deutschen Kriegsmarine eingesetzt wurde.

## Technik und Geschichte
U 164 war ein Tauchboot für ozeanische Verwendung. Es war ein U-Boot vom Zweihüllentyp und hatte eine Wasserverdrängung von 1.120 t über und 1.232 t unter Wasser. Es hatte eine Länge von 76,76 m, eine Breite von 6,76 m und einen Tiefgang von 4,70 m. Mit den beiden 2.200 PS MAN-Neunzylinder-Viertakt Dieselmotoren M 9 V 40/46 mit Aufladung konnte eine Höchstgeschwindigkeit über Wasser von 18,3 kn erreicht werden. Bei 10 kn Fahrt konnten 12.000 Seemeilen zurückgelegt werden. Die beiden 500 PS SSM-Doppel-E-Maschinen GU 345/34 hatten 62 × 62 Akku-Zellen AFA Typ 44 MAL 740 W. Es konnte eine Höchstgeschwindigkeit unter Wasser von 7,3 kn erreicht werden. Bei 4 kn Fahrt konnte eine Strecke von 64 Seemeilen zurückgelegt werden. Aus 4 Bug- und 2 Hecktorpedorohren konnten 22 Torpedos oder bis zu 44 TMA oder 66 TMB-Minen ausgestoßen werden. Die Tauchtiefe betrug 100 – 200 m. Die Schnelltauchzeit betrug 35 Sekunden. Es hatte ein 10,5-cm Utof L/45 Geschütz mit 180 Schuss und 1 × 3,7-cm Fla-Waffe mit 2.625 Schuss, 1 × 2-cm-Fla-Waffe mit 4.250 Schuss. Ab 1943/44 erfolgte bei diesem Bootstyp der Ausbau der 10,5-cm-Kanone und Einbau von 4 × 2-cm-Zwillings-Fla-Geschützen mit 8.500 Schuss. Die Besatzungsstärke konnte aus vier Offizieren und 44 Mannschaften bestehen. Die Kosten für den Bau betrugen 6.448.000 Reichsmark.
Der Auftrag für das Boot wurde am 25. September 1939 an die Seebeckwerft, Bremen vergeben. Die Kiellegung erfolgte am 20. Juni 1940, der Stapellauf am 1. Mai 1941, die Indienststellung unter Korvettenkapitän Otto Fechner fand schließlich am 28. November 1941 statt.
U 164 gehörte vom 28. November 1941 bis zum 31. Juli 1942 als Ausbildungsboot der 4. U-Flottille in Stettin und vom 1. August 1942 bis zu seiner Versenkung am 6. Januar 1943 als Frontboot der 10. U-Flottille in Lorient an.
Es absolvierte zwei Feindfahrten, auf denen es drei Schiffe mit 8.133 BRT versenken konnte. U 164 wurde am 6. Januar 1943 im Südatlantik durch US-amerikanische Luftstreitkräfte versenkt.

## Einsatzstatistik

### Erste Feindfahrt
Das Boot lief am 18. Juli 1942 um 7.20 Uhr von Kiel aus. U 164 operierte im Nordatlantik, im Mittelatlantik, der Karibik, und südlich Haiti.
Am 19. Juli 1942 lief U 164 um 22.30 Uhr in Kristiansand zur Versorgung mit Brennstoff ein. Es lief am 20. Juli 1942 um 6.00 Uhr wieder dort aus.
Am 11. August 1942 wurde das Boot im Mittelatlantik von U 463 mit Brennstoff versorgt.
- Am 25. August 1942 wurde in der Karibik der niederländische Dampfer Stad Amsterdam (Lage) mit 3.780 BRT durch vier Torpedos (drei Fehlschüsse) versenkt. Es hatte 4.000 t Stückgut sowie 300 Postsäcke geladen und befand sich auf dem Weg von Liverpool über New York und Key West nach Trinidad und Demerara. Es gab drei Tote und 35 Überlebende. Das Schiff war ein Nachzügler des Konvois WAT-15.

- Am 6. September 1942 wurde der kanadische Dampfer John A. Holloway (Lage) mit 1.745 BRT in der Karibik mit einem Torpedo versenkt. Es gab einen Toten und 23 Überlebende. Das Schiff gehörte zum Konvoi GAT-2.

Am 24. September 1942 wurde U 164, auf dem Rückmarsch von U 461 mit 48 m³ Brennstoff versorgt.
Nach 92 Tagen auf See und einer zurückgelegten Strecke von ca. 13.500 sm lief U 164 am 7. Oktober 1942 um 18.00 Uhr wieder in Lorient ein. Es hatte auf dieser Unternehmung zwei Schiffe mit 5.525 BRT versenkt.

### Zweite Feindfahrt
Das Boot lief am 19. November 1942 von Lorient aus. U 163 operierte im Südatlantik, vor der brasilianischen Küste und Pernambuco.
- Am 1. Januar 1943 wurde im Südatlantik das schwedische Motorschiff Brageland (Lage) mit 2.608 BRT durch einen Torpedo versenkt. Es hatte Kaffee, Wolle, Käse sowie 60 Tonnen Post geladen und befand sich auf dem Weg von Buenos Aires und Santos nach Philadelphia. Es gab keine Verluste, 28 Überlebende.

Am 6. Januar 1943 wurde U 164 im Südatlantik von US-amerikanischen Luftstreitkräften versenkt.

## Verbleib
U 164 wurde am 6. Januar 1943 im Südatlantik 65 sm nordwestlich von Pernambuco auf der Position 1° 58′ S, 39° 22′ W im Marine-Planquadrat FB 5684, von der Consolidated PBY Catalina P-2 der US-Navy Squadron VP 83 mit Wasserbomben versenkt. Es gab 54 Tote und zwei Überlebende.
- Karte mit allen Koordinaten:
- OSM |
- WikiMap